# Війська повітряно-космічної оборони Російської Федерації
Війська повітряно-космічної оборони — окремий рід військ (формування, об'єднання), який існував у 2011—2015 роках у складі Збройних Сил Російської Федерації (ЗС Росії). Скорочене найменування — ВВКО.
Перша чергова зміна командного пункту Військ ВКО заступила на бойове чергування 1 грудня 2011 року.
1 серпня 2015 року за указом Президента Росії В. В. Путіна Війська повітряно-космічної оборони були об'єднані з Військово-Повітряними силами в Повітряно-космічні сили.

## Історія
Війська повітряно-космічної оборони сформувалися на базі Космічних військ і військ оперативно-стратегічного командування повітряно-космічної оборони.
Потреба створення Військ повітряно-космічної оборони виникла для об'єднання сил і засобів, що відповідають за забезпечення безпеки Росії в космосі і з космосу, з формуваннями, вирішальними завдання протиповітряної оборони (ППО) ЗС Російської Федерації. Це було викликано об'єктивною необхідністю інтеграції під єдиним керівництвом усіх сил і засобів, здатних вести боротьбу в повітряній і космічній сфері, що виходить із сучасних світових тенденцій озброєння і переозброєння ЗС провідних країн до розширення ролі повітряно-космічного простору в забезпеченні захисту державних інтересів в економічній, військовій і соціальній сферах.
Об'єкти військ ВКО розташовані по всій території Росії — від Калінінграда до Камчатки, а також за її межами. У країнах ближнього зарубіжжя — Білорусі, Казахстані та Таджикистані дислоковані об'єкти систем попередження про ракетний напад і контролю космічного простору.
У 2015 році Війська повітряно-космічної оборони були об'єднані з Військово-повітряними силами і склали новий вид військ — повітряно-космічні сили, який відповідно до указу президента Росії з 1 серпня приступив до виконання поставлених завдань.

## Командуючий
Командуючий військами:
- О. Н. Остапенко, генерал-полковник (1 грудня 2011 року — 9 листопада 2012 року),
- В. М. Іванов, генерал-лейтенант (10 листопада — 23 грудня 2012 року) тимчасово виконюучий обов'язки за посадою,
- О. В. Головко, генерал-лейтенант (24 грудня 2012 року[4] — 31 липня 2015 року). Указом Президента Російської Федерації В. В. Путіна № 394 від 1 серпня 2015 року генерал-лейтенант Олександр Головко призначений заступником головнокомандуючого Повітряно-космічними силами Російської Федерації — командуючим Космічними військами[5].

## Склад
- Космічне командування (КК)
  - Головний центр попередження про ракетний напад
  - Головний центр розвідки космічної обстановки
  - Головний випробувальний космічний центр імені Г. С. Титова
    - 40-й Окремий командно-вимірювальний комплекс (Вітине)
- Командування протиповітряної і протиракетної оборони
  - Дивізії протиповітряної оборони (колишні війська оперативно-стратегічного командування повітряно-космічної оборони/Командування спеціального призначення/Московський округ ВПС і ППО/Московський округ ППО)
    - 5-я дивізія ППО (Долгопрудний):
      - 210-й зенітно-ракетний полк (Дубровка) — С-300ПМ, С-400;
      - 584-й зенітно-ракетний полк (Мар'їне) — С-300ПМ;
      - 612-й зенітно-ракетний полк (Глаголево) — С-300ПМ;
      - 93-й зенітно-ракетний полк (Фуньково) — С-400;
      - 722-й зенітно-ракетний полк (кадр) (Клин) — С-300ПС;
      - 25-й радіотехнічний полк (Нестерово)

    - 4-я дивізія ППО (Петровске):
      - 606-й зенітно-ракетний полк (Електросталь) — С-300ПМ, С-400;
      - 549-й зенітно-ракетний полк (Курилове) — С-400;
      - 614-й зенітно-ракетний полк (Пестово) — С-300ПМ;
      - 629-й зенітно-ракетний полк (Каблуково) — С-300ПМ;
      - 799-й зенітно-ракетний полк (кадр) (Часці) — С-300ПС;
      - 9-й радіотехнічний полк (Торбеєво)

    - 9-я дивізія ПРО (Софрино):
      - 900-й командний пункт системи ПРО. (Софрино);
      - 102-й окремий протиракетний центр. (Жукліно) — 12 53Т6
      - 50-й протиракетний комплекс. (Оболдино) — 12 53Т6
      - 15-й протиракетний комплекс. (Внуково) — 12 53Т6
      - 49-й протиракетний комплекс. (Софрино)
      - 16-й протиракетний комплекс. (Развилка) — 16 53Т6
      - 89-й протиракетний комплекс. (Коростово) — 16 53Т6
- Державний дослідницький космодром Плесецьк
  - Окрема наукова дослідницька станція (полігон «Кура»)
- Арсенал (Тамбов)[6].

### Навчальні заклади
У систему військової освіти Військ ВКО входять такі навчальні заклади:
- Військово-космічна академія імені О. Ф. Можайського (Санкт-Петербург);
- філія ВКА (Ярославль);
- Військова академія військово-космічної оборони імені Маршала Радянського Союзу Г. К. Жукова (Твер);
- Тверське Суворівське військове училище;
- Центр підготовки спеціалістів радіотехнічних військ (Владимир);
- Навчальний центр зенітних ракетних військ (Гатчина).